# Hrabstwo Beadle
Hrabstwo Beadle (ang. Beadle County) – hrabstwo w stanie Dakota Południowa w Stanach Zjednoczonych. Obszar całkowity hrabstwa obejmuje powierzchnię 1264,82 mil² (3275,87 km²). Według szacunków United States Census Bureau w roku 2009 miało 16 266 mieszkańców.
Hrabstwo powstało w 1879 roku. Na jego terenie znajdują się następujące gminy (townships): Altoona, Banner, Barrett, Belle Prairie, Bonilla, Burr Oak, Carlyle, Clifton, Clyde, Dearborn, Fairfield, Grant, Hartland, Iowa, Kellogg, Lake Byron, Liberty, Logan, Milford, Nance, Pearl Creek, Pleasant View, Sand Creek, Theresa, Valley, Vernon i Whiteside.

## Miejscowości
- Broadland
- Cavour
- Iroquois
- Hitchcock
- Huron
- Morningside (CDP)
- Virgil
- Wessington
- Wolsey
- Yale[4].